# Epsilon Andromedae
Epsilon Andromedae este o stea din constelația Andromeda.
1. 1 2   https://web.archive.org/web/20070428110040/http://www.astro.uiuc.edu/%7Ekaler/sow/epsand.html, arhivat din original la 28 aprilie 2007 Lipsește sau este vid: |title= (ajutor)
2. ↑  Stellar Angular Diameters of Late-Type Giants and Supergiants Measured with the Navy Prototype Optical Interferometer[*] Verificați valoarea |titlelink= (ajutor)